# Roselin rose
Carpodacus roseus
Synonymes
- Erythrospiza rosea

Espèce
Statut de conservation UICN

 LC  : Préoccupation mineure
Le Roselin rose (Carpodacus roseus) ou roselin de Pallas, est une espèce de passereau de la famille des Fringillidae.

## Historique et dénomination
L'espèce Carpodacus roseus a été décrite par le zoologiste allemand Peter Simon Pallas en 1776.

## Distribution
Nicheur dans la région autour du lac Baïkal, il est visiteur d’été dans une zone située au nord-est, englobant les plateaux de Vitim et de l’Aldan ainsi que les monts Djougdjour (région de Khabarovsk) jusqu’à la côte de la mer d'Okhotsk. On le trouve également au sud-est de l'Altaï et au sud des monts Saïan et au sud des bords de la Léna et du Iénisseï. Il est migrateur au sud, dans la région de l'Amour, des monts Stanovoï jusqu'à Sakhaline, au Japon et dans les îles satellites et dans tout le nord-est (Grand Khingan) et le centre-est de la Chine avec une poche au nord-ouest de la Mongolie (monts Khentii) et une plus petite isolée au nord-est du Nan-Chan.

## Habitat
En période de nidification, il s’établit dans des forêts de conifères (sapin, épicéa, cèdre) et de bouleaux dans le nord de la taïga sibérienne, les prairies alpines, les fourrés, les halliers et les sous-bois des forêts claires jusqu’à 3 050 m d’altitude. Hors période de nidification, il se déplace en petits groupes erratiques mais des troupes migratrices plus abondantes ont été vues en Sibérie. Il se réfugie alors dans les bois décidus et les buissons des vallées ou visite les zones agricoles, les parcs, les vergers et les jardins

## Alimentation
Elle se compose de graines (dont de plantes herbacées), pousses, bourgeons, baies et fruits qu’il glane sur le sol ou prélève directement dans les arbres et les buissons.

## Nidification

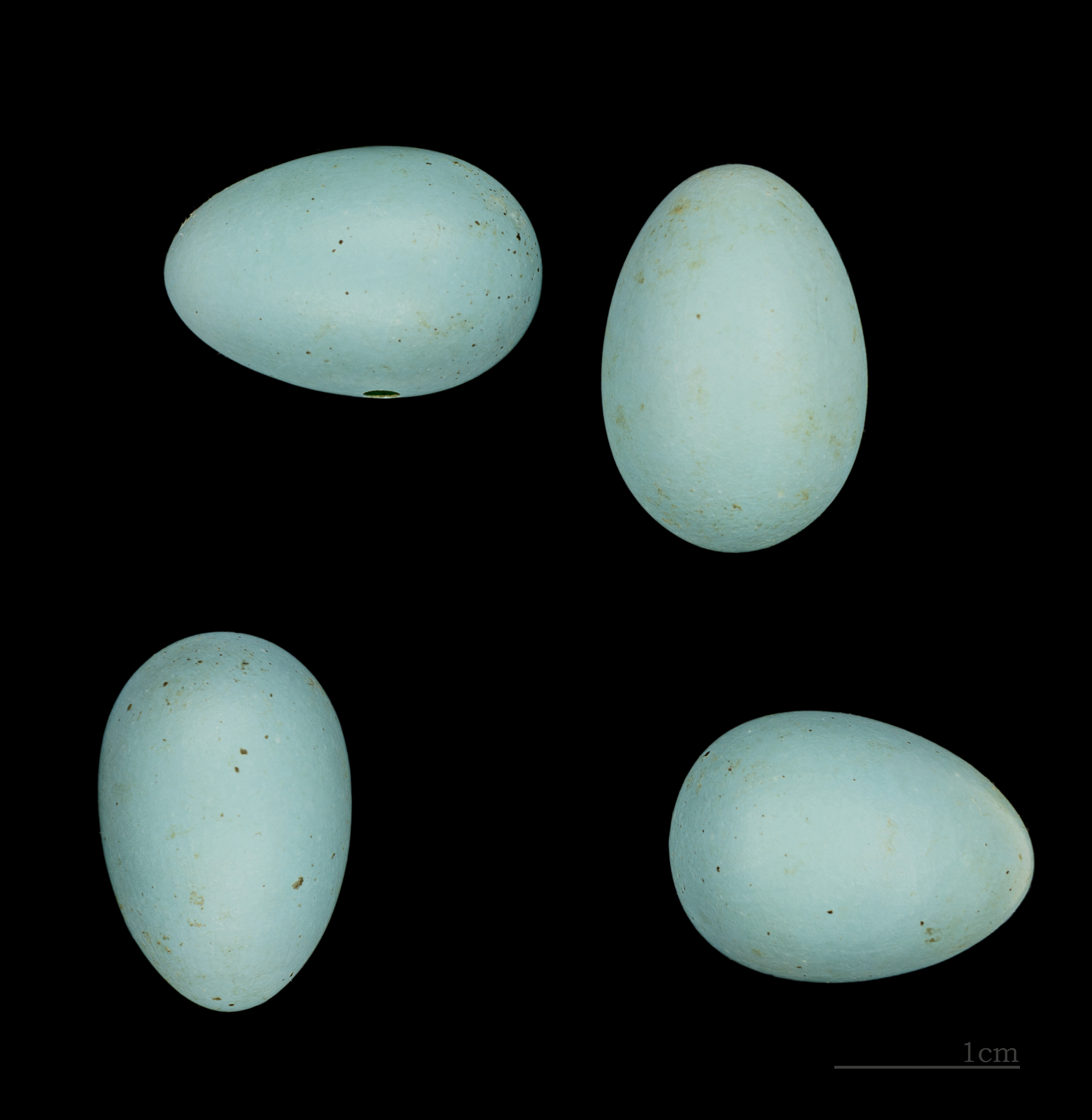
Œufs de Roselin rose – Muséum de Toulouse

Elle a lieu presque toujours dans un conifère. Le nid est une coupe de brindilles, herbes et ramilles avec un revêtement de radicelles et de poils. Il contient de trois à cinq œufs bleus tachetés de brun noir.

## Déplacements
Des données proviennent de régions situées à l’ouest de l’Oural, Kiev, Crimée, Tchécoslovaquie, Hongrie, Suisse, Danemark (octobre 1987), les Iles Britanniques (juin-juillet 1988) et les Pays-Bas (avril-mai 1991). En revanche, les observations faites en Europe occidentale semblent bien liées à des oiseaux échappés de captivité.

## Sous-espèces
D'après Alan P. Peterson, cette espèce est constituée des deux sous-espèces :
- Carpodacus roseus portenkoi Browning 1988
- Carpodacus roseus roseus (Pallas) 1776